# الصحائف الإلهية
الصحائف الإلهية هو كتاب في أصول الدين وعلم الكلام للإمام العلامة شمس الدين السمرقندي الحنفي الماتريدي (توفي بعد 690 هـ) يحتوي على الإلهيات الشاملة لصفات الله مع الرد على المبتدعة في عبارة موجزة ظاهرة دون الإخلال بالمسلك المراد إثباته في مذهب أهل السنة والجماعة.
وقد تناول فيه آراء المذاهب الإسلامية، كما تناول اتجاهات المدرسة المشائية، ولم يقتصر على عرضه لآراء المذاهب الكلامية، وإنما ناقش تلك الآراء، وتتبعها ورد عليها فلم يكن بهذا مجرد ناقل لآراء غيره وإنما كان صاحب منهج عقلي. وعند عرضه لأدلة علماء الكلام على إبطال التسلسل يسوق برهانين انفرد بهما يوضحان أن التسلسل باطل. وعندما تناول رأي المتكلمين في النفس الإنسانية عرض أدلة القائلين بأنها مجردة وأدلة من يقول بأنها غير مجردة ثم ساق برهانين على أنها غير مجردة. ولما تعرض لإثبات وحدانية الله تعالى ساق برهاناً انفرد به لإثبات هذا المطلوب. وعند عرضه لآراء المليين والفلاسفة في كيفية صدور الفعل عن الله تعالى يذكر عدة أدلة يبرهن بها على أن الفاعل سبحانه مختار وليس موجباً. كما أنه قد استطاع أن يستخرج من التوراة عدة أدلة يثبت بها أن النسخ جائز على الله ويبرهن بها على نبوة محمد (ﷺ) وبذلك استطاع أن يبطل آراء اليهود في إنكارهم لنبوة محمد (ﷺ) بأدلة وردت في كتابهم (التوراة). كما أنه استخرج من الإنجيل نصوصاً أبطل بها مزاعم النصارى في قولهم أن عيسى (ﷺ) ابن الله كما ساق نصوصاً من الإنجيل تثبت نبوة محمد ﷺ وأنه صادق في دعواه.
وقد قام السمرقندي نفسه بشرح هذا الكتاب في كتاب آخر سمّاه: (المعارف في شرح الصحائف).

## السبب في تسمية الكتاب
سمّى السمرقندي كتابه (الصحائف الإلهية) وتسميته له بـ(الصحائف) فلأنه جعل كل قسم من أقسام الكتاب يشتمل على عدة صحائف. والصحائف: جمع صحيفة، والصحيفة: الكتاب فيكون المؤلف بهذا قد جعل الصحيفة بمثابة الكتاب كما يفعل الفقهاء في كتبهم حين يقولون: كتاب (الصلاة) وكتاب (الصوم) وهكذا. ولما كان أهم ما تتناوله هذه الصحائف هو البحث فيما يتعلق بالله سبحانه من حيث صفاته وأسمائه وأفعاله لذلك سمّى كتابه (الصحائف الإلهية).

## مخطوطات الكتاب
- له نسخة في معهد المخطوطات العربية برقم 160 (توحيد).[6]
- توجد منه نسخة في دار الكتب المصرية رقم 1011 (علم الكلام). وله نسخة أخرى رقم 1565 (علم الكلام).[6]
- له نسخة في مكتبة طلعت رقم 452 (علم الكلام).[6]
- نسخة محفوظة في مكتبة معهد الاستشراق بسانت بطرسبرغ بروسيا تحت رقم 1078 A، عدد الأوراق 151 ، قياس: 5,1120سم، الناسخ: أحمد بن عبد المجيد بن جمشيد، تاريخ النسخ: أواخر ربيع الأول سنة 692هـ بمدينة تبريز.[1]
- ونسخة أخرى بمكتبة تشستربيتي.[1]

## محتوى الكتاب
رتبه على مقصدين:
1. المقصد الأولى (في المبادئ): ففيه مقدمة وفيه فصلان الأول في ماهية علم الكلام والثاني في أقسام الموجودات وثلاثة أقسام كل قسم ينقسم إلى صحائف وكل صحيفة تنقسم إلى فصول، القسم الأول في الأمور الشاملة، والثاني في الأعراض والثالث في الجواهر.
2. المقصد الثاني (في المسائل): وفيه تسع عشرة صحيفة:

- الصحيفة الأولى: في أوصاف الله تعالى على الإجمال.
- الصحيفة الثانية: في الإستدلال على وجوب الواجب.
- الصحيفة الثالثة: في وحدانية الله تعالى.
- الصحيفة الرابعة: في كيفية صدور الفعل عن الله.
- الصحيفة الخامسة: في علم الله تعالى.
- الصحيفة السادسة: في إرادة الله تعالى.
- الصحيفة السابعة: في حياة الله تعالى وبقائه وسمعه وبصره.
- الصحيفة الثامنة: في كونه تعالى متكلماً.
- الصحيفة التاسعة: في رؤية الله تعالى.
- الصحيفة العاشرة: في الصفات السلبية.
- الصحيفة الحادية عشرة: في شمول قدرة الله.
- الصحيفة الثانية عشرة: في أفعال العباد.
- الصحيفة الثالثة عشرة: في أسماء الله تعالى.
- الصحيفة الرابعة عشرة: في حدوث العالم.
- الصحيفة الخامسة عشرة: في النبوة ولواحقها.
- الصحيفة السادسة عشرة: في المعاد.
- الصحيفة السابعة عشرة: في الإيمان والإسلام والكفر.
- الصحيفة الثامنة عشرة: في الحسن والقبح.
- الصحيفة التاسعة عشرة: في الإمامة.

وكل صحيفة فيها فصول آخرها.

## مقدمة المحقق
| الصحائف الإلهية | بسم الله الرحمن الرحيم الحمد لله رب العالمين، يؤت الحكمة من يشاء، ومن يؤت الحكمة فقد أوتى خيراً كثيراً وما يذكر إلا أولوا الألباب. وأشهد أن سيدنا محمداً عبده ورسوله خير من أوتى الحكمة، وفصل الخطاب، اللهم صل وسلم وبارك عليه وعلى آله وأصحابه، ومن اقتفى أثرهم، واهتدى بهديهم. وارض اللهم عن العلماء العاملين الذين دعوا إلى سبيل ربهم بالحكمة والموعظة الحسنة ودافعوا عن العقيدة بالحجة البالغة، والبراهين الساطعة فكانوا جديرين بأن يكونوا قادة أعلاماً، وهداة مرشدين. وبعد: فعندما أردت اختيار موضوع للتقدم به للحصول على درجة الدكتوراه. اتجهت إلى التحقيق رغم يقيني بما يحتاج إليه هذا العمل من جهد ومجهود وصبر ومثابرة خاصة إذا كان التحقيق في علم الكلام الذي يتطلب من الباحث إعمال عقله وفكره، لا أقول عند كل مسألة من المسائل، بل أحياناً عند كل كلمة من الكلمات. هذا بالإضافة إلى أن الحصول على المخطوطات ليس بالأمر السهل، كما أنه يحتاج إلى تكاليف باهظة في التصوير، والإطلاع عليها مرهق وشاق فالبعض منها غير منقوط، والبعض الآخر سقطت منهما سطور بأكملها، والكثير منها محته الرطوبة، والأرضة بعض كلماتها مما يجعل الباحث يبذل جهوداً مضنية في فهم النص وتخريجه. أقول: اتجهت إلى التحقيق رغم هذا كله حرصاً مني على إحياء هذا التراث الذي تركه لنا سلفنا من العلماء الأعلام، والذي اختفى في بطون المكتبات، وتركت عوامل التعرية: من رطوبة وأتربة وأرضة بصماتها على هذا التراث الثمين. وأخذت أؤم دار الكتب، والمكتبات الأخرى: أبحث بين المخطوطات أعيش مع فهارسها، وأقلب صفحاتها في صبر وجلد حتى اكتشفت مخطوطة في علم الكلام وهي مخطوطة (الصحائف الإلهية) لشمس الدين محمد بن أشرف السمرقندي. وبعد أن عشت مع هذه المخطوطة وعايشتها، وصاحبتني وصاحبتها عاماً أو يزيد باحثاً، ومنقباً، وقارئاً ودارساً. اتضح لي أن هذه المخطوطة قيّمة في موضوعها ومنهجها، هادفة فيما تتناوله من أفكار وما تتعرض له من آراء..... | الصحائف الإلهية |

## مقدمة المؤلف
| الصحائف الإلهية | بسم الله الرحمن الرحيم الحمد لله الذي استحق الوجود والوحدة بالذات، وأبدع بحكمته أنواع الماهيات وأوجد بقدرته أصناف المخلوقات، والسلام على سيد الكائنات محمد وعلى آله وأصحابه الطاهرين. أما بعد: فإن العلوم وإن تنوع أقسامها وتفرع إنقسامها، لكن أشرفها مرتبة وأعلاها منزلة هو العلم الإلهي الباحث بالبراهين القاطعة، والحجج الساطعة عن أحوال الألوهية، وأسرار الربوبية التي هي المطالب العليا، والمقاصد القصوى من العلوم الحقيقية، والمعارف اليقينية، إذ بها يتوصل إلى معرفة ذات الله تعالى وصفاته، وتصور صنعه ومصنوعاته، وهو مع ذلك مشتمل على أبحاث شريفة ونكات لطيفة بها تستعد النفس لتحقيق الحقائق، وتستبد بتدقيق الدقائق فدعاني هذه المعاني إلى تصنيف كتاب مشتمل على خلاصة مسائل هذا العلم وزينة فوائد هذا الفن على قانون الإسلام، وهو المسمى بعلم الكلام. وقد كنت برهة من الزمان، ومدة من الأوان متحيراً في ظلمة آراء المتقدمين ومتعسفاً في دجية أهواء المتفلسفين حتى تبلج صبح الحق، وحصحص محجة الصدق فهديت إلى سبيل الرشاد، ودللت إلى طريق السداد. فوجدت أكثر كلماتهم مزيفاً وأحسن مقالاتهم مزخرفاً. فما تحقق بحثه، وتوثق فحصه من خليصة المسائل الحكمية، وعقلية المباحث العقلية، أوردته في هذا الكتاب مع أبحاث بديعة وشكوك منيعة خالصة عن مظنة الاستعارة، وصافية عن شائبة الاستشارة فلو ورد عليك خلاف ما أفعم سمعك، وسرد لديك مضاد ما أوهم طبعك فلا تعجلن إلى التعيب ميلاً إلى التقليد والتعصب فإنك ستجد بأدنى تأمل إلى تحقيقه سبيلاً وعلى تحقيقه دليلاً. ووشحت الكتاب بنصوص التوراة والإنجيل، إستشهاداً على صحة نبوة خير البرية، واستدلالاً على فساد عقائدهم الردية، وسميته بالصحائف الإلهية ورتبته على مقصدين: الأول: في المبادىء، والثاني: في المسائل. واستوهب من الله تعالى الهام الحق، وإفهام الصدق إنه ملهم الصواب، وإليه المرجع والمآب. | الصحائف الإلهية |

## وصلات خارجية
- كنوز المخطوطات (مخطوط الصحائف الإلهية)